# Dol pri Stopercah
Dol pri Stopercah este o localitate din comuna Majšperk, Slovenia, cu o populație de 40 de locuitori.